# Авл Манлий Торкват (консул 164 года до н. э.)
Авл Ма́нлий Торква́т (лат. Aulus Manlius Torquatus; III—II века до н. э.) — римский политический деятель из патрицианского рода Манлиев Торкватов, консул 164 года до н. э.

## Биография
Согласно консульским фастам, у отца Авла Манлия был преномен Авл, у деда — Тит. Последний может быть отождествлён с консулом 235 и 224 годов до н. э.
Первая известная из источников должность Авла Манлия — претура, полученная в 167 году до н. э. Согласно жребию, Торкват должен был отправиться управлять Сардинией, но был задержан постановлением сената в Риме для расследования уголовных дел и в свою провинцию так и не попал. В 164 году до н. э. Авл Манлий стал консулом совместно с плебеем Квинтом Кассием Лонгином. Возможно, победить на выборах ему помог брат Тит Манлий, бывший консулом в 165 году до н. э.
Плиний Старший упоминает консуляра Авла Манлия Торквата, который внезапно умер во время трапезы. Возможно, в этом случае речь идёт о консуле 164 года до н. э.